# サターンミュージックスクール2
『サターンミュージックスクール2』は、セガサターンのゲームタイトル。
1998年7月30日、ワカ製作所から発売。20曲を収録。
セガサターンと市販のMIDIキーボードを使用して、ピアノ、キーボードの練習やDTMができる。

## 収録曲
- いとしのエリー
- Can you celebrate
- サボテンの花
- HOWEVER
- 誰より好きなのに
- ひだまりの唄
- Forever Love
- Let it be
- Jackson's Cornery
- ライディーン
- もののけ姫
- 風の谷のナウシカ
- 謎
- Revolution
- You get to Burning
- エレクトリカルパレード
- セナのピアノ2
- ジムノペディ
- ノクターン
- 月光